# نظریه یکسان بودن گئومات مغ و بردیا
نظریه یکسان بودن گئومات مغ و بردیا نظریه‌ای است که در آن عنوان می‌شود مردی که بر کمبوجیه شورید، در واقع بردیای واقعی پسر کوروش بزرگ و وارث حقیقی سلطنت بود. داریوش بزرگ او را کشت، آنگاه او را گئومات نامید و داستان بردیای دروغین را اختراع کرد تا غصب سلطنت را موجه جلوه دهد. چنان می‌نماید که وینکلر (به انگلیسی: Winkler) نخستین کسی بوده‌است که داریوش را غاصب خوانده‌است. پس از او رست (به انگلیسی: Rost) در سال ۱۸۸۹ میلادی و کارل جولیوس بلوخ در سال ۱۹۱۴ میلادی، داریوش را کشندهٔ بردیا خواندند اما بیش از هر کس آلبرت اومستد آمریکایی و استاد تاریخ بابل و یهود در دانشگاه شیکاگو بر روی این نظریه کار کرده‌است. او نخست در سال ۱۹۳۱ در تاریخ سوریه و فلسطین و سپس به تفصیل بسیار در مقاله‌ای که به سال ۱۹۳۸ در مجلهٔ زبان‌ها و ادبیات سامی و سرانجام در کتاب نامی‌اش تاریخ شاهنشاهی هخامنشی چاپ کرد، به توضیح و تشریح نظریهٔ قتل بردیای واقعی به‌دست داریوش پرداخت.

## نظریهٔ قتل بردیای واقعی به‌دست داریوش
برخی از دانشمندان مدرن، برای نمونه آلبرت اومستد آشورشناس آمریکایی عقیده دارند مردی که بر کمبوجیه شورید بردیای واقعی و وارث حقیقی سلطنت بود که داریوش او را کشت، آنگاه او را گئومات نامید و داستان بردیای دروغین را اختراع کرد تا غصب سلطنت را موجه جلوه دهد. اومستد می‌نویسد، داریوش پس از پادشاهی در گزارش رسمی خود روی صخرهٔ بهستان وانمود و به جهان آگهی کرد که گویی وارث قانونی تاج و تخت است. هرودوت، کتزیاس و جانشینان یونانی آن‌ها آن را پذیرفتند ولی نشانه‌هایی هست که این داستان بسیار دور از حقیقت است. بردیا یک دختر بنام پارمیس از خود بجا گذاشت که داریوش وقتی شاه شد با او ازدواج کرد تا به جایگاه خود وجههٔ قانونی ببخشد.

## نظریه بردیای دروغین
در سال ۵۲۱ پیش از میلاد کمبوجیه در راه بازگشت از مصر می‌میرد. گئومات مغ (بردیای دروغین) با فریبکاری و زورستانی با طرح معرفی خود با نام بردیا فرزند کوروش بزرگ تخت پادشاهی را مالک می‌شود.
هرودوت تاریخ‌نویس معروف یونانی دو سال پس از مرگ داریوش بزرگ متولد شد. او داستان کمبوجیه و بردیا و به پادشاهی رسیدن داریوش را به تفصیل چنان‌که از معاصران پارسی خود شنیده ذکر کرده‌است. از داستان او پیداست که از همان اوان، افسانه در نقل این ماجرا راه یافته‌است. روایت هرودوت از به پادشاهی رسیدن داریوش به اختصار چنین است، بردیا پس از فتح مصر در این کشور بود و کمبوجیه بخاطر رشک بر او فرمان داد تا او به ایران برگردد. پس از رفتن او کمبوجیه بیمناک بود و ترس از این داشت که بردیا او را بکشد و خود بر تخت بنشیند. او به پر کساسپ یکی از بزرگان پارس که بیش از همه به وی اعتماد داشت فرمان داد تا به پارس برود و بردیا به‌طور پنهانی بکشد. پرکساسپ نیز چنین کرد و بنا بر گفته برخی بردیا را در شکارگاه کشت و برخی دیگر نیز می‌گویند که او را در دریای اریتره در آب غرق کرد. پس از کشتن بردیا جز چند تنی از مردم کسی از راز کشتن او باخبر نبود، از جملهٔ آنان پیشکار کمبوجیه بود که کاخ شاهی را در دست داشت. این مرد برادری داشت که به بردیا شباهت بسیاری داشت. او طرحی اندیشید و به برادر خود گفت که تو باید بنام پسر کوروش بر تخت شاهی بنشینی. بردیای دروغین بر تخت نشست و دو برادر به سراسر کشور و از جمله به مصر پیک و پیغام فرستادند که از این پس باید فرمانبردار بردیا یا پسر کوروش بود نه کمبوجیه. کمبوجیه اندکی بعد از این واقعه و پس از اعتراف به کشتن بردیا در نزد بزرگان پارس که در بستر مرگ او حضور داشتند، پس از هفت سال و پنج ماه شاهی درگذشت. بزرگان پارس حرف کمبوجیه را باور نکردند و گمان کردند که او چنین گفته‌است تا آن‌ها را به ستیزه با بردیا برانگیزد. پر کساسپ نیز که با مرگ کمبوجیه خود را در امان نمی‌دید کشتن بردیا را انکار می‌کرد. بدین ترتیب بردیای دروغین با مرگ کمبوجیه بی‌رقیب شد. او مالیات سه سال را به مردم کشورهای شاهنشاهی بخشید و نیز آنان را از خدمت جنگی معاف ساخت.
مغ غاصب پس از دستیابی به تاج و تخت، تمام زنان کمبوجیه را به همسری گرفت. یکی از این زنان فیدمیا، دختر هوتن یکی از تواناترین نجبای ایران بود. اولین کسی که پس از هفت ماه فرمانروایی به گئومات ظنین شد که او فرزند کوروش نیست بلکه مرد شیادی است، هوتن بود. هوتن دریافته بود که بردیا هرگز از کاخ شاهی بیرون نمی‌رود و نیز هیچ‌یک از بزرگان پارس را به حضور نمی‌پذیرد. او از دختر خواست که در این مورد، نظر آتوسا دختر کوروش و خواهر بردیا را بپرسد ولی دخترش گفت که گفتگو با دیگر زنان کاخ امکان‌پذیر نیست زیرا از روزی که این مرد به شاهی نشسته تمامی زنان کاخ را از یکدیگر جدا کرده و به هر یک مسکن جداگانه داده‌است. بالاخره این خود فیدمیا بود که پی برد بردیای دروغین گوش ندارد زیرا گوش بردیای دروغین را از زمان کوروش به سبب خطایی که از وی سر زده بود، بریده بودند. دخترش در پیغامی به پدر این موضوع را اطلاع داد. اتانس یک دستهٔ شش نفره، از نجبای پارس را که به آن‌ها اطمینان داشت، در شوش تشکیل داد و با ورود داریوش از پارس تصمیم اتخاد شد که او را نیز در گروه خویش وارد سازند. این هفت تن با هم قسم خوردند که برای دفع غاصب اقدام کنند.
گزنفون و کتزیاس نیز با هرودوت در موضوع کشته شدن بردیا به فرمان کمبوجیه همداستان هستند. کتزیاس اسم این مغ را سپنت‌دات یعنی دادهٔ مقدسات نوشته‌است که به زبان امروزی اسفندیار می‌شود. گزنفون نوشته‌است، این مغ با تسلطی که بر روی کمبوجیه داشت ذهن پادشاه را بر ضد برادرش مشوب ساخت و پس از قتل بردیا خود به جای او ادعای پادشاهی کرد. داریوش در سال ۵۲۲ پیش از میلاد گئومات (بردیای دروغین) را به قتل رساند. بدین منوال تخت و تاج پادشاهی ایران به داریوش رسید.

## دلایل اثبات و دلایل رد نظریه

### مقدم بودن پدر و پدربزرگ داریوش به پادشاهی
|  |  |                      |                      |                      |                      | هخامنشنیای بزرگ        |                      |  |  |                      |                      |                      |                      |                      |                      |  |  |                |              |              |              |              |              |  |  |                |                |                |                |                |                |  |  |             |             |             |             |             |             |  |  |  |  |  |  |  |  |  |  |  |  |  |  |  |  |  |  |  |  |  |  |  |  |  |  |  |  |  |  |  |  |  |  |  |  |  |  |  |  |  |  |
|  |  |                      |                      |                      |                      |                        |                      |  |  |                      |                      |                      |                      |                      |                      |  |  |                |              |              |              |              |              |  |  |                |                |                |                |                |                |  |  |             |             |             |             |             |             |  |  |  |  |  |  |  |  |  |  |  |  |  |  |  |  |  |  |  |  |  |  |  |  |  |  |  |  |  |  |  |  |  |  |  |  |  |  |  |  |  |  |
|  |  |                      |                      |                      |                      | چیش‌پیششاه انشان و پارس |                      |  |  |                      |                      |                      |                      |                      |                      |  |  |                |              |              |              |              |              |  |  |                |                |                |                |                |                |  |  |             |             |             |             |             |             |  |  |  |  |  |  |  |  |  |  |  |  |  |  |  |  |  |  |  |  |  |  |  |  |  |  |  |  |  |  |  |  |  |  |  |  |  |  |  |  |  |  |
|  |  |                      |                      |                      |                      |                        |                      |  |  |                      |                      |                      |                      |                      |                      |  |  |                |              |              |              |              |              |  |  |                |                |                |                |                |                |  |  |             |             |             |             |             |             |  |  |  |  |  |  |  |  |  |  |  |  |  |  |  |  |  |  |  |  |  |  |  |  |  |  |  |  |  |  |  |  |  |  |  |  |  |  |  |  |  |  |
|  |  |                      |                      |                      |                      |                        |                      |  |  |                      |                      |                      |                      |                      |                      |  |  |                |              |              |              |              |              |  |  |                |                |                |                |                |                |  |  |             |             |             |             |             |             |  |  |  |  |  |  |  |  |  |  |  |  |  |  |  |  |  |  |  |  |  |  |  |  |  |  |  |  |  |  |  |  |  |  |  |  |  |  |  |  |  |  |
|  |  | آریارمنهشاه پارس     | آریارمنهشاه پارس     | آریارمنهشاه پارس     | آریارمنهشاه پارس     | آریارمنهشاه پارس       | آریارمنهشاه پارس     |  |  | کوروش یکمشاه انشان   | کوروش یکمشاه انشان   | کوروش یکمشاه انشان   | کوروش یکمشاه انشان   | کوروش یکمشاه انشان   | کوروش یکمشاه انشان   |  |  |                |              |              |              |              |              |  |  |                |                |                |                |                |                |  |  |             |             |             |             |             |             |  |  |  |  |  |  |  |  |  |  |  |  |  |  |  |  |  |  |  |  |  |  |  |  |  |  |  |  |  |  |  |  |  |  |  |  |  |  |  |  |  |  |
|  |  | آریارمنهشاه پارس     | آریارمنهشاه پارس     | آریارمنهشاه پارس     | آریارمنهشاه پارس     | آریارمنهشاه پارس       | آریارمنهشاه پارس     |  |  | کوروش یکمشاه انشان   | کوروش یکمشاه انشان   | کوروش یکمشاه انشان   | کوروش یکمشاه انشان   | کوروش یکمشاه انشان   | کوروش یکمشاه انشان   |  |  |                |              |              |              |              |              |  |  |                |                |                |                |                |                |  |  |             |             |             |             |             |             |  |  |  |  |  |  |  |  |  |  |  |  |  |  |  |  |  |  |  |  |  |  |  |  |  |  |  |  |  |  |  |  |  |  |  |  |  |  |  |  |  |  |
|  |  | آرشامهشاه پارس       | آرشامهشاه پارس       | آرشامهشاه پارس       | آرشامهشاه پارس       | آرشامهشاه پارس         | آرشامهشاه پارس       |  |  | کمبوجیه یکمشاه انشان | کمبوجیه یکمشاه انشان | کمبوجیه یکمشاه انشان | کمبوجیه یکمشاه انشان | کمبوجیه یکمشاه انشان | کمبوجیه یکمشاه انشان |  |  |                |              |              |              |              |              |  |  |                |                |                |                |                |                |  |  |             |             |             |             |             |             |  |  |  |  |  |  |  |  |  |  |  |  |  |  |  |  |  |  |  |  |  |  |  |  |  |  |  |  |  |  |  |  |  |  |  |  |  |  |  |  |  |  |
|  |  | آرشامهشاه پارس       | آرشامهشاه پارس       | آرشامهشاه پارس       | آرشامهشاه پارس       | آرشامهشاه پارس         | آرشامهشاه پارس       |  |  | کمبوجیه یکمشاه انشان | کمبوجیه یکمشاه انشان | کمبوجیه یکمشاه انشان | کمبوجیه یکمشاه انشان | کمبوجیه یکمشاه انشان | کمبوجیه یکمشاه انشان |  |  |                |              |              |              |              |              |  |  |                |                |                |                |                |                |  |  |             |             |             |             |             |             |  |  |  |  |  |  |  |  |  |  |  |  |  |  |  |  |  |  |  |  |  |  |  |  |  |  |  |  |  |  |  |  |  |  |  |  |  |  |  |  |  |  |
|  |  | ویشتاسپشاهزاده       | ویشتاسپشاهزاده       | ویشتاسپشاهزاده       | ویشتاسپشاهزاده       | ویشتاسپشاهزاده         | ویشتاسپشاهزاده       |  |  | کوروش بزرگشاه ایران  | کوروش بزرگشاه ایران  | کوروش بزرگشاه ایران  | کوروش بزرگشاه ایران  | کوروش بزرگشاه ایران  | کوروش بزرگشاه ایران  |  |  |                |              |              |              |              |              |  |  |                |                |                |                |                |                |  |  |             |             |             |             |             |             |  |  |  |  |  |  |  |  |  |  |  |  |  |  |  |  |  |  |  |  |  |  |  |  |  |  |  |  |  |  |  |  |  |  |  |  |  |  |  |  |  |  |
|  |  | ویشتاسپشاهزاده       | ویشتاسپشاهزاده       | ویشتاسپشاهزاده       | ویشتاسپشاهزاده       | ویشتاسپشاهزاده         | ویشتاسپشاهزاده       |  |  | کوروش بزرگشاه ایران  | کوروش بزرگشاه ایران  | کوروش بزرگشاه ایران  | کوروش بزرگشاه ایران  | کوروش بزرگشاه ایران  | کوروش بزرگشاه ایران  |  |  |                |              |              |              |              |              |  |  |                |                |                |                |                |                |  |  |             |             |             |             |             |             |  |  |  |  |  |  |  |  |  |  |  |  |  |  |  |  |  |  |  |  |  |  |  |  |  |  |  |  |  |  |  |  |  |  |  |  |  |  |  |  |  |  |
|  |  |                      |                      |                      |                      |                        |                      |  |  |                      |                      |                      |                      |                      |                      |  |  |                |              |              |              |              |              |  |  |                |                |                |                |                |                |  |  |             |             |             |             |             |             |  |  |  |  |  |  |  |  |  |  |  |  |  |  |  |  |  |  |  |  |  |  |  |  |  |  |  |  |  |  |  |  |  |  |  |  |  |  |  |  |  |  |
|  |  | داریوش بزرگشاه ایران | داریوش بزرگشاه ایران | داریوش بزرگشاه ایران | داریوش بزرگشاه ایران | داریوش بزرگشاه ایران   | داریوش بزرگشاه ایران |  |  | کمبوجیه دومشاه ایران | کمبوجیه دومشاه ایران | کمبوجیه دومشاه ایران | کمبوجیه دومشاه ایران | کمبوجیه دومشاه ایران | کمبوجیه دومشاه ایران |  |  | بردیاشاهزاده   | بردیاشاهزاده | بردیاشاهزاده | بردیاشاهزاده | بردیاشاهزاده | بردیاشاهزاده |  |  | آرتیستونشاهدخت | آرتیستونشاهدخت | آرتیستونشاهدخت | آرتیستونشاهدخت | آرتیستونشاهدخت | آرتیستونشاهدخت |  |  | آتوساشاهدخت | آتوساشاهدخت | آتوساشاهدخت | آتوساشاهدخت | آتوساشاهدخت | آتوساشاهدخت |  |  |  |  |  |  |  |  |  |  |  |  |  |  |  |  |  |  |  |  |  |  |  |  |  |  |  |  |  |  |  |  |  |  |  |  |  |  |  |  |  |  |
|  |  | داریوش بزرگشاه ایران | داریوش بزرگشاه ایران | داریوش بزرگشاه ایران | داریوش بزرگشاه ایران | داریوش بزرگشاه ایران   | داریوش بزرگشاه ایران |  |  | کمبوجیه دومشاه ایران | کمبوجیه دومشاه ایران | کمبوجیه دومشاه ایران | کمبوجیه دومشاه ایران | کمبوجیه دومشاه ایران | کمبوجیه دومشاه ایران |  |  | بردیاشاهزاده   | بردیاشاهزاده | بردیاشاهزاده | بردیاشاهزاده | بردیاشاهزاده | بردیاشاهزاده |  |  | آرتیستونشاهدخت | آرتیستونشاهدخت | آرتیستونشاهدخت | آرتیستونشاهدخت | آرتیستونشاهدخت | آرتیستونشاهدخت |  |  | آتوساشاهدخت | آتوساشاهدخت | آتوساشاهدخت | آتوساشاهدخت | آتوساشاهدخت | آتوساشاهدخت |  |  |  |  |  |  |  |  |  |  |  |  |  |  |  |  |  |  |  |  |  |  |  |  |  |  |  |  |  |  |  |  |  |  |  |  |  |  |  |  |  |  |
|  |  |                      |                      |                      |                      |                        |                      |  |  |                      |                      |                      |                      |                      |                      |  |  | پارمیدا شاهدخت |              |              |              |              |              |  |  |                |                |                |                |                |                |  |  |             |             |             |             |             |             |  |  |  |  |  |  |  |  |  |  |  |  |  |  |  |  |  |  |  |  |  |  |  |  |  |  |  |  |  |  |  |  |  |  |  |  |  |  |  |  |  |  |

آلبرت اومستد که طرفداران این نظریه است، اظهار می‌کند، آرشام پدربزرگ داریوش، بیش از یک شاه کوچک نبود، ولی گشتاسپ خوشبخت بود که فرماندار پارت و گرگان شده بود. زرتشت مهمان گرامی در دربار گشتاسب بود و بایستی اغلب با داریوش جوان گفتگو کرده باشد. کمبوجیه پسر جوان گشتاسب، داریوش را، به پیشگری خود گماشت. در سال ۵۲۲ پیش از میلاد در سن ۲۸ سالگی داریوش در مصر نیزه‌دار بود و پیش از پایان سال با اینکه آرشام پدربزرگ و گشتاسپ پدر داریوش هنوز زنده بودند و بر او پیشی داشتند، داریوش شاه شد. داریوش فقط از راه یک شاخهٔ فرعی با خاندان شاهنشاهی بستگی داشت. هیچ دلیلی نیست که باور کنیم او را پس از شاه وارث تاج و تخت می‌دانستند.
مخالفان نظریه در پاسخ می‌گویند، پدربزرگ داریوش آرشام در آن هنگام بسیار پیر بوده‌است. داریوش در سنگ‌نبشته بیستون از حمایت پدر خود از پادشاهیش و در فرونشاندن شورش‌های پارت یاد کرده‌است. همین که گشتاسپ پدر داریوش، برای پسرش و در فرمان او، با مخالفان پادشاهی او جنگیده و شمشیر زده‌است، نشاندهندهٔ اینست که بین پدر و پسر توافق وجود داشته و گشتاسپ پسرش را شایستهٔ چنان کاری می‌دیده‌است.

در بند ۱۶ سنگ‌نبشته بیستون، داریوش شاه گوید: 

 پارت و گرگان نسبت به من نافرمان شدند. خودشان را از آن فرورتیش خواندند. ویشتاسپ پدر من او در پارت بود. او را مردم رها کردند [و] نافرمان شدند. پس از آن ویشتاسپ با سپاهی که پیرو او بود، رهسپار شد. شهری ویشپ ازاتی نام در پارت، آنجا با پارتی‌ها جنگ کرد. اهورامزدا مرا یاری کرد. به خواست اهورامزدا، ویشتاسپ آن سپاه نافرمان را بسیار بزد. از ماه وی یخن ۲۴ روز گذشته بود، آنگاه جنگ ایشان درگرفت.
همچنین مخالفان نادرستی حق وراثت داریوش عقیده دارند که اگر منظور داریوش از جعل داستان آن باشد که تا حق ولایت خود را بر تخت و تاج ثابت کند، چگونه می‌توانست این دروغ را به تمام نجبا، بزرگان که در صورت خلاف، لابد آن‌ها هم خود را به قدر وی شایستهٔ تخت و تاج می‌دیده‌اند، بقبولاند و هیچ‌کس به تکذیب او نپردازد. بعد از داریوش هم اعقاب هیچ‌یک از نجبای پارس که احیاناً گه‌گاه مخالف می‌شده‌اند، در صحت اصل داستان و درستی حق وراثت و ولایت داریوش، اظهار تردید نکرده‌است.

### بعید بودن برانداختن خاندان کوروش به دست کمبوجیه
طرفداران این نظریه اظهار می‌کنند که چون کمبوجیه از خود پسری نداشت، تنها برادر یعنی ولیعهد را نمی‌کشت و خاندان کوروش را برنمی‌انداخت.
مخالفان نظریه در پاسخ می‌گویند، نمونه‌هایی از کشتارهای مشابه در تاریخ بسیار است. در روزگار باستان کشتار بخاطر تاج و تخت مرزی نمی‌شناخت. آخرین برادرکش نامی آغا محمد خان قاجار بود که تمامی برادرانش را کشت، یا کور کردو یا آوارهٔ دیار غربت ساخت. کمبوجیه بر برادرش رشک می‌برد و نمی‌خواست به او فرصت آفریدن دردسر و کشمکش بدهد، پس او را از میان برداشت.

### گستردگی شورش‌های مردم بر ضد داریوش

#### دلایل احتمالی شورش‌ها
غاصب دانستن داریوش توسط مردم
طرفداران این نظریه اظهار می‌کنند که سراسر شاهنشاهی هخامنشی، شاهی بردیا را بی‌گفتگو پذیرفتند، اما بجز اندکی از شاهنشاهی تمامی سرزمین‌ها بعد از بشاهی نشستن داریوش یا در شورش بودند یا بیطرف ماندند. مردم چنان گئومات را دوست می‌داشتند و داریوش را نمی‌خواستند که نمی‌توان باور کرد که داریوش یک غاصب را و نه پسر کوروش را کشته‌است.
مخالفان نظریه می‌گویند، درست است که داریوش بسیاری از توده‌های استقلال‌طلب و آشوب‌طلب را به سختی سرکوب کرد و بسیاری را از خود ناخشنود کرد ولی چنان هم نبود که طرفدارانی در میان مردم نداشته باشد. از همان روزهای نخست گروه‌هایی از مردم در بلخ، رخج و دیگر استان‌ها حتی در ماد، پارس، ارمنستان و خوزستان بدو گرویدند و تا پیروزی کامل از او پیروی کردند.
بحران اجتماعی و اقتصادی در زمان کمبوجیه
داریوش در کتیبه بیستون عصیان مردم را مقدم بر عروج گئومات بر تخت سلطنت ذکر می‌کند و می‌گوید «چون کمبوجیه عازم مصر شد، آنگاه مردم سلحشور دشمن گشت و آنگاه دروغ در کشورها، هم در پارس و هم در ماد و دیگر کشورها فراوان گشت.»
لشکرکشی‌های پرخرج و حرکات جنون‌آمیز کمبوجیه و تأثیری که این اقدامات بر میزان مالیات‌ها داشت و حال و روزی که مردم ایران و اعضای جماعات کشاورزی از جهت بیگاری لشکری و سنگینی میزان خراج‌ها، مالیات‌ها داشتند، تردیدی در وجود بحرانی شدید در مناسبات اقتصادی جامعه در این دوران باقی نمی‌گذارد، بحرانی که اصلاحات گئومات (به هر قصد و نیتی) پاسخی به آن به تناسب ضروریات تاریخی آن دوره بوده‌است. اصلاحاتی که الغایش، کار را به قیام عمومی و حوادث دردناک سال ۵۲۲ پیش از میلادی کشاند.
دیاکونوف می‌نویسد 

 گئومات یک مغ یعنی کاهن بود و می‌بایست طرفدار بزرگان باشد و اقداماتی که وی برای بهبود وضع عامهٔ مردم به عمل آورد، از روی عوام‌فریبی بود. ما نباید گئومات را کمال مطلوب مردم دوستی بدانیم. وی البته در میان عامهٔ خلق متحدانی برای خود می‌جست ولی نباید غلو کرد و پنداشت که گئومات پهلوانی انقلابی بود و بخاطر آزادی ماد مبارزه می‌کرده‌است. کودتای گئومات نهضت مردم نبوده، تحولی درباری بود. گئومات که با یک کودتای درباری به قدرت رسیده بود، و بر اثر کودتای درباری دیگری نابود شد.
محمدعلی خنجی در پاسخ به این نظر دیاکونوف نوشته‌است: درست است که گئومات با نهضت مردم بر سر کار نیامد ولی در جریان کار گئومات و اقدامات او، علامت و نشانه‌های بروز حالت بحران در روابط اجتماعی-اقتصادی جامعهٔ هخامنشی مشهوداست.
فسخ اصلاحات گئومات توسط داریوش

مخالفان نظریه در پاسخ می‌گویند، مردم از این روی گئومات را دوست داشتند که وانمود می‌کرد پسر کوروش است. همچنین وی مالیات و خدمت نظامی را برای سه سال بخشید و دارائی بسیاری از آزادگان را مصادره کرد. این مسئله نشان می‌دهد که در زمان کمبوجیه تا چه حد خزاین را انباشته کرده‌بودند که گئومات با آسودگی خاطر، سه سال مالیات را می‌بخشد. هرودوت می‌نویسد، مغ پس از اختیار کردن نام سمردیس (فرزند کوروش) آسوده‌خاطر بر تخت پادشاهی استقرار یافته بود و هفت ماه از مدت سلطنتش که هشتمین سال پادشاهی کمبوجیه را کامل و تمام می‌کرد، گذشته بود. در ظرف مدت مزبور او اتباع خود را از مزیت‌های عمده برخوردار ساخت و چنان‌که از مرگش به جز پارسیان همهٔ اقوام آسیائی از آن بابت افسوس خوردند. مغ تمام طوایف قلمرو خود را تا سه سال از پرداخت مالیات و خدمت نظامی معاف کرده‌بود. داریوش پس از آنکه قدرت را در دست گرفت، قلم نسخ بر کلیهٔ اصلاحات گئومات کشید و بار دیگر سلحشوران و رؤسای قبایل را به مقام پیشین بازگردانید چنان‌که خود می‌گوید «من مرتع‌ها و اموال منقول و کارکنان خانگی را به مردم سلحشور بازگردانیدم.»
استقلال طلبی
در هنگام به سلطنت رسیدن داریوش وجود هرج و مرج در خاندان سلطنتی و پریشانی دولت هخامنشی باعث آغاز جنبش‌های استقلال‌طلبی در برخی از ولایات شد. فقط چهار روز پس از اینکه خبر کشته شدن بردیا در سوم اکتبر ۵۲۲ به بابل رسید، آن کشور بر ضد بیگانگان به شورش برخاست. ایلام استقلال خود را اعلام کرد. مصری‌ها علیه فرمانداری که کمبوجیه گماشته بود، شورش کردند و او را بیرون راندند. همچنین در سرزمین‌های پارت مرغیان و مملکت سکاها (بنابر کتیبهٔ بیستون، ستون ۶ بند ۸ به تاریخ ۱۰ دسامبر ۵۲۲ قبل از میلاد) مردم از این فرصت برای رهایی از سلطهٔ هخامنشیان استفاده نموده و شورش کردند.
کوشش برای به دست آوردن تاج و تخت
پس از کشتن شدن بردیا تلاش برای به دست آوردن تخت خالی از هر طرف آغاز شد. حتی در پارت و گرگان که پدر داریوش در آنجا فرمانروا بود از پذیرفتن داریوش سر باز زدند. در ماد شخصی به نام فرورتیش دوم به شورش برخاست و اعلام کرد که از خاندان هوخشتره است. سربازان اکباتان و بسیاری نواحی طرفدار فرورتیش شدند. در پارس وطن داریوش شخصی به نام وهی یزدات اعلام کرد که بردیا است و به شورش برخاست. پارسیانی که در کاخ کوروش در پاسارگاد بودند، او را به عنوان شاه قانونی شناختند.

### نظر اسخیلوس
آلبرت اومستد می‌نویسد، اسخیلوس که هم‌زمان داریوش بوده‌است، شکی نداشت که گئومات یک پادشاه قانونی بوده‌است.
شهبازی که از مخالفان این نظریه است در پاسخ می‌نویسد، اسخیلوس در سوگنامهٔ پارسیان خلاصهٔ ناقص و درهم‌برهمی از تاریخ ایران به شرح زیر می‌دهد.

 پنجم، مردوس بردیا به گاه رسید، آنکه ننگ ملتش و تخت باستانی (ایران) بود، اما او را ارته فرنهٔ آزاده به دستیاری دوستان، در کاخش بکشت.
این نوشتهٔ اسخیلوس، نه تنها ناقص و اشتباه‌آمیز است، بلکه هیچ اشاره‌ای بر آنکه مردوس (بردیا) را پسر کوروش یا پادشاه قانونی دانسته باشد، در این نوشته دیده‌نمی‌شود. اومستد این نوشته را تحریف کرده و از آن استفادهٔ نادرست کرده‌است.

### یاد کردن از گئومات به نام بردیا
طرفداران این نظریه اظهار می‌کنند، هرودوت و اسناد بابلی کسی را که بر کمبوجیه شورید، گئومات نخوانده‌اند و با نام بردیا از او یاد کرده‌اند. این نشان می‌دهد که غاصب نامی جز بردیا نداشته‌است.
مخالفان نظریه در پاسخ می‌گویند، نام گئومات در نوشته‌های برخی از مورخان یونانی مانند تروگوس پمپیوس که او را کوماتس یا گوماتس می‌خواند، آمده‌است. گئومات لقب بردیا را بر خود نهاده‌بود و طبیعی است که مردم او را بردیا بنامند.

### وجود اطلاعات متضاد
طرفداران این نظریه اظهار می‌کنند، اخبار و حوادث کشته شدن بردیا به درستی آشکار نیست و تناقض بین نوشتارهای مورخان و کتیبه بیستون دیده می‌شود، این نشان می‌دهد که داریوش راستی را پنهان می‌کند. داریوش ادعا می‌کند که بردیا پیش از لشکرکشی کمبوجیه به مصر کشته شده‌است، هرودوت در هنگام لشکرکشی و کتزیاس قتل را پس از لشکرکشی ذکر کرده‌است. نحوهٔ کشتن نیز متضاد و معلوم نیست که در شکارگاه نزدیک شوش کشته شده‌است یا در دریای اریتره غرق شده‌است.
مخالفان نظریه در پاسخ می‌گویند، هدف کمبوجیه پنهان داشتن راز کشتن بردیا بوده‌است. اینکه دیگران در مورد جزئیات ماجرا به داستان‌پردازی و گمانه‌زنی پرداخته‌اند، در اصل قضیه که کشته شدن بردیا به دست کمبوجیه باشد، خللی را وارد نمی‌کند. بسیاری از ناموران تاریخی را نمی‌دانیم که دقیقاً چگونه و کی کشتند و موضوع بردیا، یکتا نیست.
اصل هر دو خبر راجع به قتل بردیای واقعی به دست کمبوجیه و طغیان یک بردیای دروغین بدون کمترین مظنهٔ بدگمانی و با وجود اختلاف در جزئیات، توسط مورخان یونانی نیز نقل شده‌است.
یونانیان در آن زمان رویدادهای مربوط به ایران را با دقت دنبال می‌کردند، هر گاه داریوش دروغزن می‌بود، دروغ‌هایش بر یونانیان پوشیده نمی‌ماند و آنان بسیار شادمان می‌شدند که آن را بر جهانیان باز گویند.

### عدم امکان پنهان نگاه داشتن قتل پسر کوروش از مردم و جایگزینی فرد دیگری به جای او
طرفداران این نظریه اظهار می‌کنند، چگونه ممکن بود که قتل چنان شاهزاده‌ای از مردم پنهان نگاه داشته شود؟
مخالفان نظریه در پاسخ می‌گویند، پنهان نگه داشتن قتل بردیا به دستور کمبوجیه بوده‌است. کسی توانایی پایداری و مقابله با خواست کمبوجیه را نداشته‌است. همچنین بردیا به عنوان یک شاهزاده با عموم مردم سروکاری نداشته‌است. ظهور یک عده از مدعیان دیگر که در آغاز سلطنت داریوش دایم خویشتن را به جای اشخاص دیگر جا می‌زدند و حتی بعضی از آن‌ها نیز خود را بردیا برادر کمبوجیه می‌خواندند، نشان می‌دهد که در آنگونه احوال ادعای یک مغ زیاد غریب نبوده‌است. در پارس نیز شخص دیگری به نام وهی یزدات که به نام بردیای دروغین دوم مشهور است، خود را بردیا پسر کوروش خواند و قشون ساخلویی که در پارس بودند به او گرویده، بر داریوش شوریدند. در بابل نیز یک نفر ارمنی ادعا کرد که پسر نبونید است و به عنوان بخت‌النصر سوم دعوی سلطنت می‌کرد. چیزیکه حاکی از جعل و تزویر در تمام اخبار مربوط به این رشته از طغیان‌ها باشد، در روایات نسل‌های بعد از داریوش نیز یافت نمی‌شود.

### فریب خانواده کوروش
آلبرت اومستد می‌نویسد، هنگامی‌که به ما اطلاع می‌دهند که سمردیس حقیقی و دروغین به اندازه‌ای همانند یکدیگر بوده‌اند که حتی مادر و خواهران سمردیس فریب خوردند، به اوج بی‌معنا و مسخره بودن داستان می‌رسیم. چگونه ممکن بود که کسی حتی اعضای خانوادهٔ بردیا گئومات را از بردیا نتوانند تشخیص دهند؟
مخالفان نظریه در پاسخ می‌گویند، در روایات داریوش هیچ اشاره‌ای به شباهت مغ با شاهزادهٔ واقعی بردیا نشده‌است و این داستان باید از مبالغات شاعرانهٔ معمول مورخان قدیم یونان سرچشمه گرفته باشد. ادعایی مبنی بر فریب مادر بردیا، از طرف هرودوت یا مرجع دیگری ابراز نشده‌است، به این علت که کاساندان پیش از مرگ کوروش بزرگ درگذشته بود. داریوش با دو خواهر بردیا، آتوسا و آرتیستونه و همچنین پارمیس دختر بردیا ازدواج کرده بود. آنان هیچگاه فریب نخورده و غاصب را به جای بردیا نگرفته بودند؛ زیرا نمی‌توان باور کرد که آنان می‌توانستند زن کسی باشند که به گفتهٔ اومستد برادر یا پدرشان را کشته بود. دربارهٔ نحوهٔ زندگی زناشویی آتوسا و داریوش در تاریخ هرودوت مطالبی برجا مانده‌است. هر گاه داریوش دروغزن می‌بود چیزی از دروغ‌هایش بر یونانیان فاش می‌شد.